# インフィニティ・G
Gは、日産自動車が製造しインフィニティブランドで販売していた高級乗用車である。

## 初代 (1990年-1996年) P10型
1990年7月10日に販売開始。2代目も同様であるが、高級車ブランドであるインフィニティが発売した最も安価な車であり、プリメーラ (P10) の姉妹車である。
日本仕様や欧州仕様のプリメーラよりも装備が充実しており、パワーウィンドウ、オートエアコン、アンチロック・ブレーキ・システム、BOSEステレオ、盗難防止システム、フロアマットなどが標準装備された。
標準グレードのほかに、1994年からツーリングモデルである「G20t」が設定され、ブラックレザーインテリアやフロントバケットシート、リアフォールドダウンシート、フォグランプなどが装備された。
1993年5月にはマイナーチェンジが行われ、フェイスリフトのほか、エンジンの小改良やデュアルエアバッグの装備、レザーインテリアとフロントパワーシートの標準装備化がなされ、また、カセットプレーヤーから6スピーカーCDプレーヤーへの変更などが行われた。
1996年7月に生産終了され、その後1998年に2代目G20が発売されるまでの間は、I30がインフィニティのエントリーモデルの役割を果たしていた。
生産は日産自動車追浜工場。

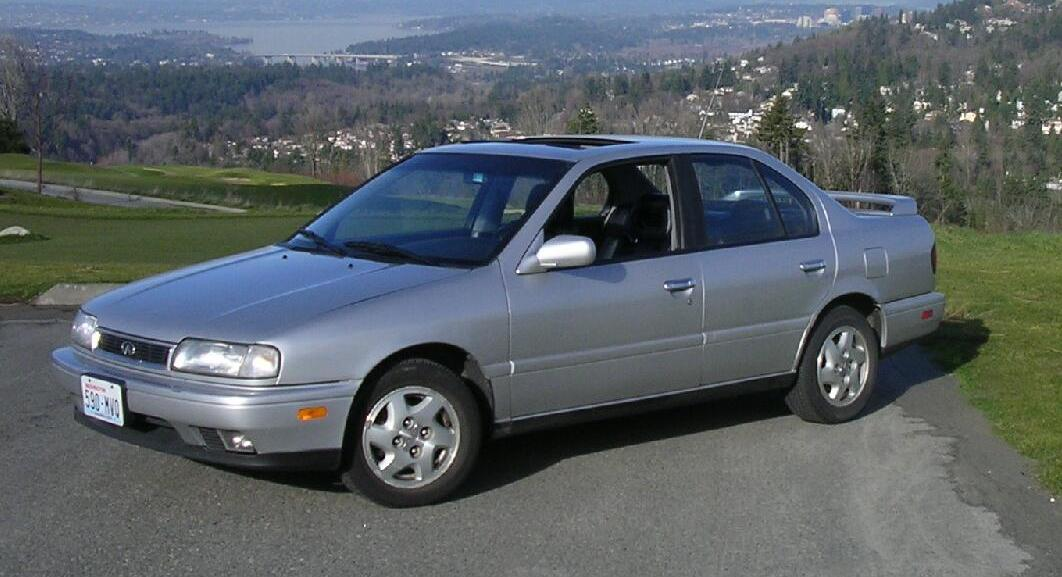
G20t

## 2代目 (1998年-2002年) P11型
1996年に完成車生産を終了した初代モデルから少しのブランクをあけて1998年5月18日に販売が開始された。なお、発表は同年4月のニューヨーク・オートショーにて行われた。日本国内で、2代目プリメーラ(P11)と同時に登場した、プリメーラカミノの姉妹車である。国内仕様のプリメーラは2001年にモデルチェンジしたが、G20は2003年に後継であるG35セダンが発表になるまで販売が継続された。
初代同様日本仕様のプリメーラカミノよりも装備が充実している。また、1999年から2001年まではツーリングモデルである「G20t」が販売された。G20tの廃止後は新たにレザー・スウェードのツートンシートが装備されたスポーツモデルが追加された。
2000年にはマイナーチェンジが行われ、エンジンの小変更や、トランスミッションの変更がなされ、新たにイモビライザーなどが装備された。

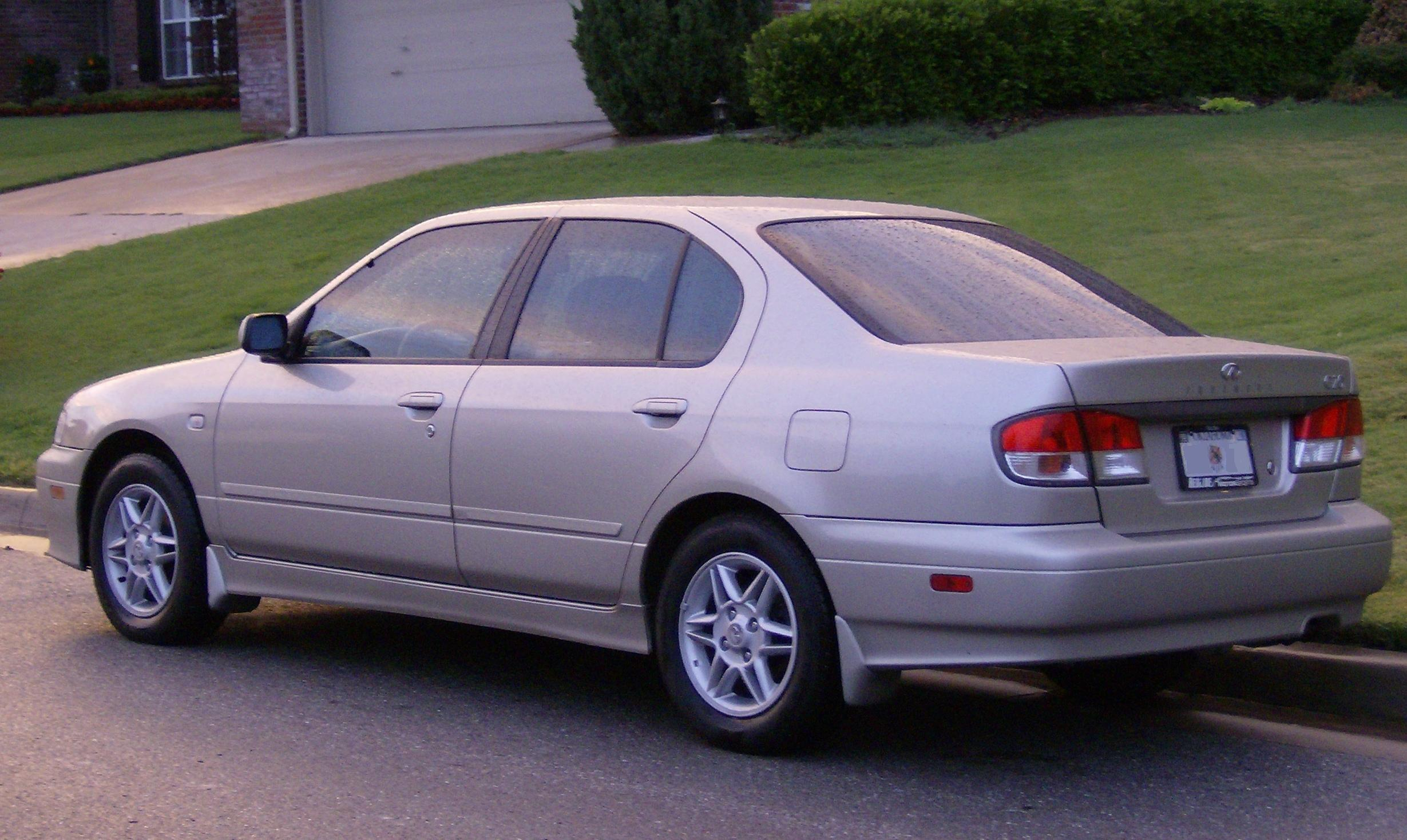
後期型 リア
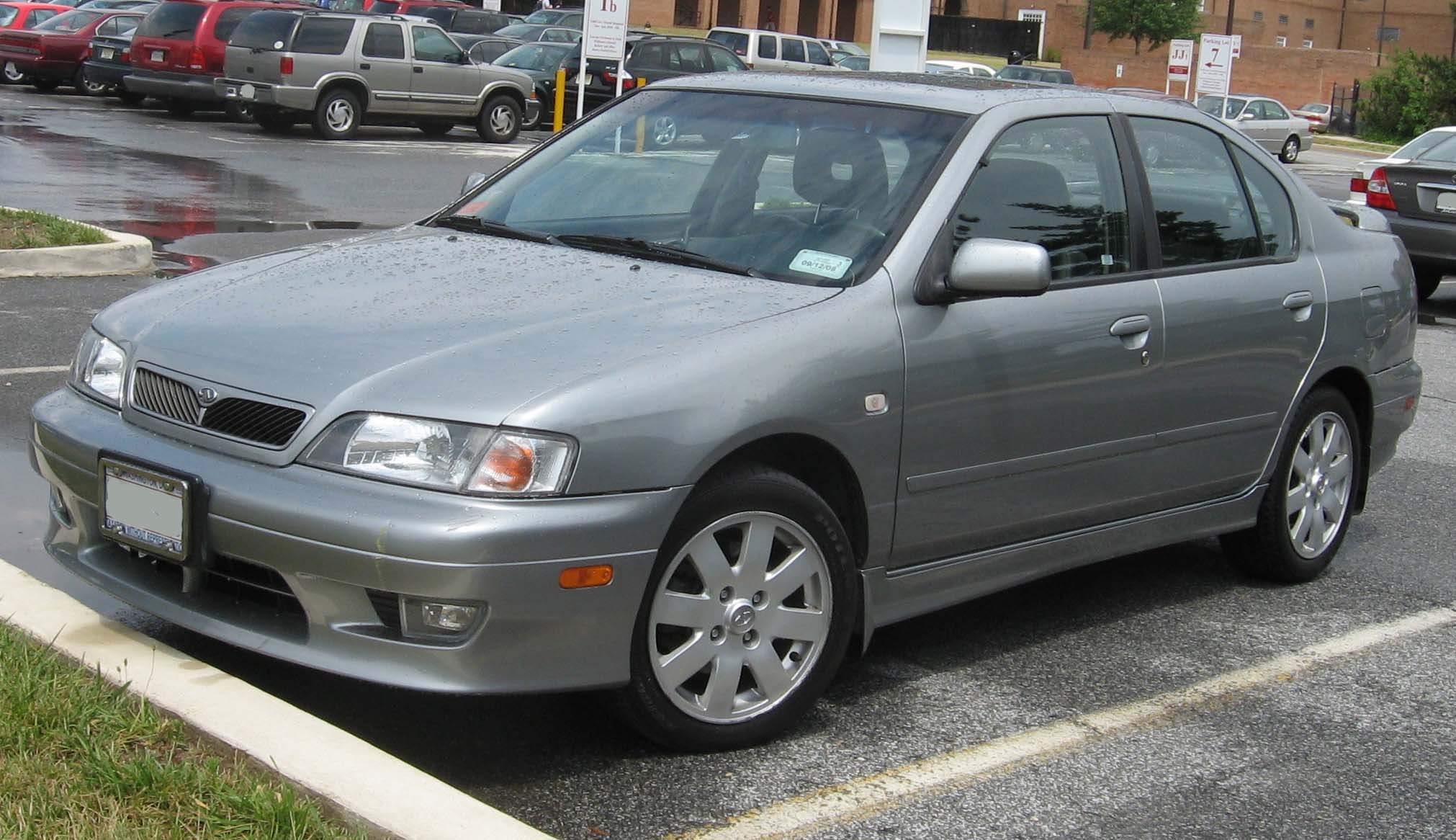
G20t

## 3代目 (2002年-2007年) V35型
2002年1月にセダン、2002年6月にクーペの販売が開始された。
G20よりも大型化して発売した日産・スカイラインの姉妹車である。ベースであるV35型スカイラインは日本国内では不評、2ドアクーペモデルに関しては特に不評であったが、北米では2003年のモータートレンドカーオブザイヤーに選ばれ、さらに、2003-2004年のカー・アンド・ドライバー誌10ベストカーに選ばれるなど好評であった。
クーペについては、北米市場においては、日産・フェアレディZが2002年に登場したZ33型から2シーター専用車種となったため、従来のフェアレディZの4シーターを求めたユーザーに対応する位置づけであった。なお、クーペは2007年の次期型クーペの発売まで販売が継続され、セダンは2006年に発売を終了した。
ATTESA E-TSを採用した四輪駆動モデル「G35x」も設定された。
2004年にはクーペに新色が追加され、2005年にはマイナーチェンジが行われた。インパネのレイアウトの変更がなされ、初期型モデルにおいて欠陥のあったブレンボ製のブレーキの採用が中止された。
また、2005年7月には韓国市場へ投入が開始された。
生産拠点はM20の追浜工場から日産自動車栃木工場に移管され、後継のV36型もここで生産されている。

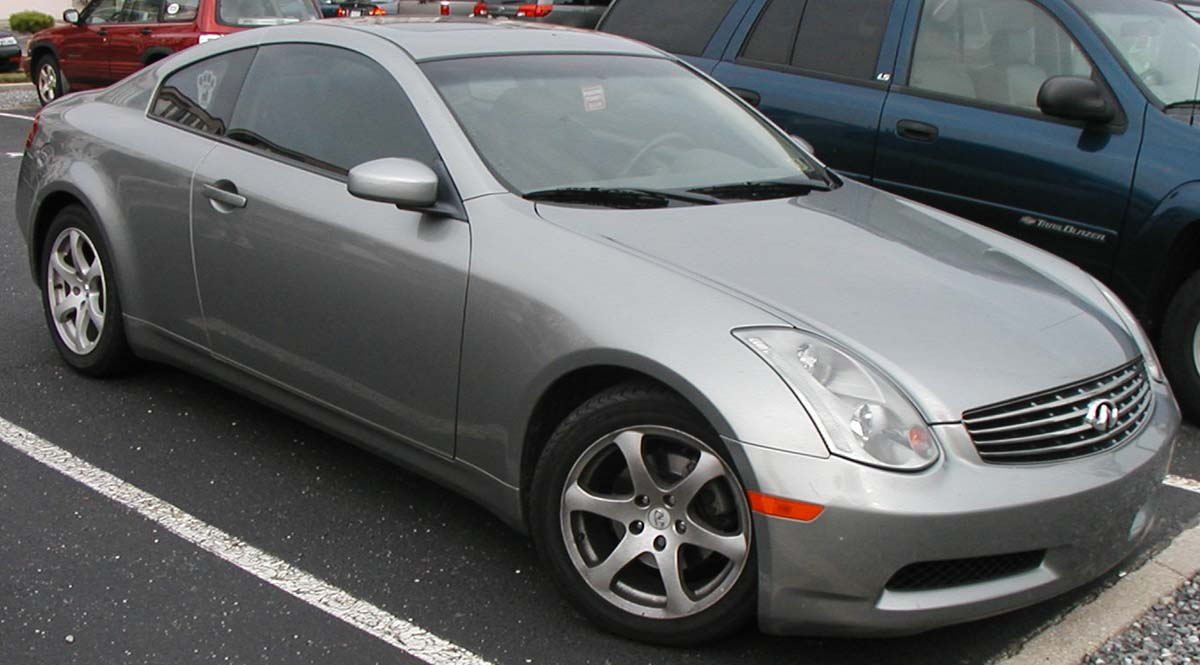
クーペ
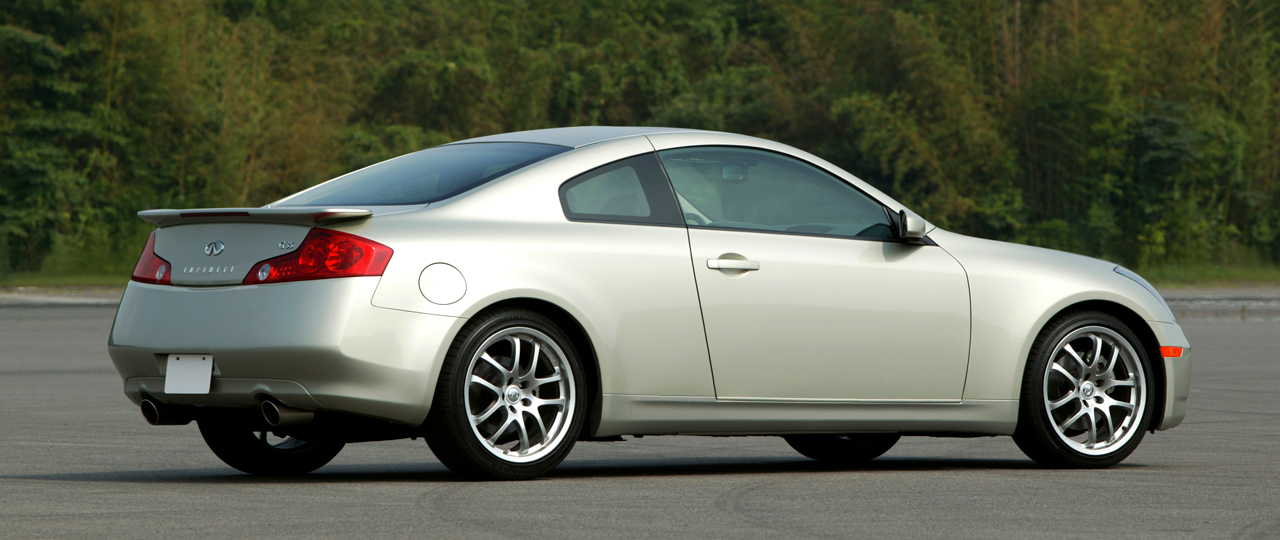
リア（クーペ）

## 4代目 (2006年-2016年) V36型
2006年9月にセダン、2007年6月にクーペ販売開始。
初代G35と同様に日産・スカイラインの姉妹車であるが、クーペは3.7LのVQ37VHRエンジンを搭載したため車名がG37クーペに変更された。
先代モデル同様北米での評価は高く、コンシューマー・レポートの2007-2008年の高級セダンカテゴリの1位に選出され、2008年にはオートモビルマガジンのオールスターに選出された。さらに、カー・アンド・ドライバー誌の2009年 10ベストカーにも選ばれた。
2008年秋から欧州でインフィニティブランドが展開されることに伴い、Gシリーズも欧州で発売が開始された。先行してジュネーブショーに出品されたモデルは、セダンもG37となり、VQ37VHRに7速ATが組み合わされていた。その他に、セダンの18インチホイールが新デザインになっていたり、ヘッドランプウォッシャーが装備されていた。
同時に北米市場でもVQ37VHRに7速ATを組み合わせたG37セダン及びクーペが発売された。セダンの場合、名称がG37セダンとなり、エンジンの出力は328psとクーペに比べ2psダウン、ブレーキのディスクのインチアップや新デザインの18インチアルミホイールやドアミラー、スクラッチシールド（全色）の採用などの改良が合わせて実施される。さらにGクーペにおいては、4WD仕様のG37xも追加される。なお、北米仕様車にも2008年11月5日に2009年モデルとなる際に追加された。
2008年11月19日には3分割して自動開閉が可能なメタルトップを採用したG37コンバーチブルがロサンゼルスオートショーにおいて発表され、翌2009年6月19日に発売。クーペ同様にVQ37VHRエンジンを搭載し、トランスミッションは6速MTおよび7速ATが組み合わせられる。
2009年12月16日にはセダンにマイナーチェンジが施され、フロントのデザインなどが変更された。またこの2010年モデルの中国仕様車には、2.5L VQ25HR型エンジンを搭載する「G25セダン」も追加された。
2013年1月、北米国際オートショーにて、Gセダンの後継車種Q50が発表された。インフィニティの新ネーミング戦略が採用された最初の車種となる。同年8月5日、アメリカ合衆国でQ50が発売開始されたが、インフィニティUSAは同時にG37セダンも2015年半ばまで販売を続けると発表した。
2013年12月、G37クーペおよびG37コンバーチブルが「Q60」「Q60コンバーチブル」に改名された。
2014年7月29日、北米仕様の2015モデルを発表。G37を「Q40」に改名し、大幅にグレードが整理された上で、「Q50」と併売することがアナウンスされた。
2015年8月7日、年内の生産終了予定が発表された。
2016年、販売終了。

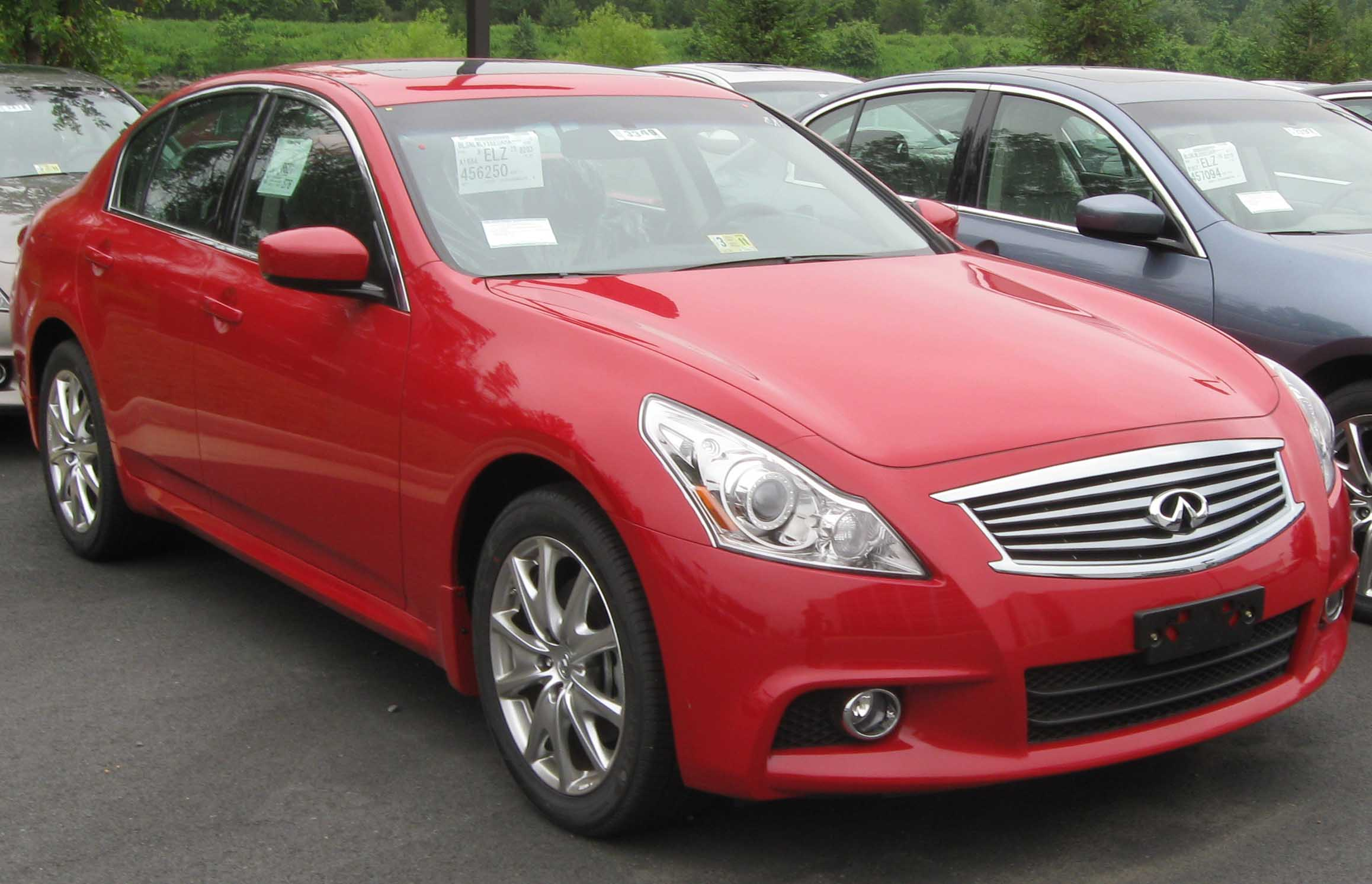
セダン (後期型)
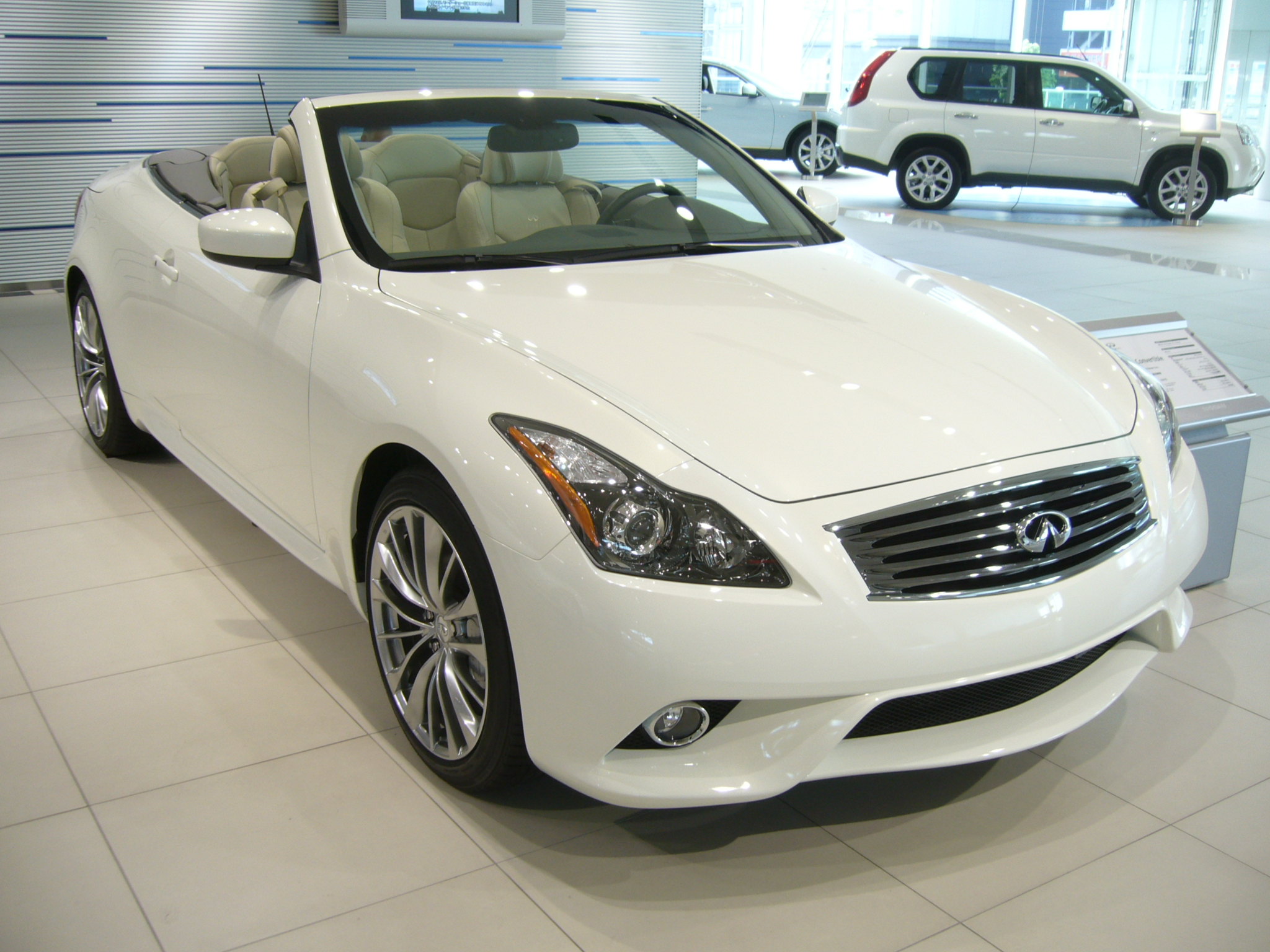
コンバーチブル (後期型)

## アメリカでの売上
| 1990   | 1991   | 1992   | 1993   | 1994   | 1995   | 1996   | 1997   | 1998   | 1999   |
| ------ | ------ | ------ | ------ | ------ | ------ | ------ | ------ | ------ | ------ |
| —      | 13,929 | 14,592 | 16,545 | 17,248 | 16,818 | 13,467 | —      | 7,217  | 16,108 |
| 2000   | 2001   | 2002   | 2003   | 2004   | 2005   | 2006   | 2007   | 2008   | 2009   |
| 13,095 | 11,513 | 40,535 | 64,730 | 71,177 | 68,728 | 60,471 | 71,809 | 64,181 | 87,546 |
| 2010   | 2011   | 2012   | 2013   | 2014   | 2015   | 2016   | 2017   | 2018   | 2019   |
| 58,143 | 58,246 | 59,844 | 57,878 | 15,590 | 8,605  | 59     | —      | —      | —      |